# Humanitärer Flugdienst der Vereinten Nationen
Der Humanitäre Flugdienst der Vereinten Nationen (engl. United Nations Humanitarian Air Service, UNHAS) oder WFP/ODTL/Aviation Section ist eine Fluggesellschaft der Vereinten Nationen, die vom Welternährungsprogramm verwaltet wird. Sitz der Organisation ist Rom (Italien); Außenstellen (Regional Safety Offices, RASO) gibt es in Nairobi (Kenia), Johannesburg (Südafrika) und Islamabad (Pakistan).
Die Fluggesellschaft wurde zunächst 2003 für humanitäre Zwecke eingerichtet, jedoch darf jedes Organ der Vereinten Nationen die Dienste nutzen. Sie wird insbesondere für Personentransporte verwendet. Hauptzweck ist jedoch die Versorgung der notleidenden Bevölkerung mit Gütern, etwa bei Naturkatastrophen.
Die fast ausschließlich geleasten Flugzeuge und Hubschrauber sind komplett weiß (Frieden) lackiert und tragen den Schriftzug UN bzw. United Nations. Des Weiteren wird die Flagge der Vereinten Nationen geführt.
UNHAS arbeitet eng mit dem United Nations Joint Logistics Center zusammen. Am Flughafen Brindisi (Süditalien), dem UN Humanitarian Rapid Response Base, befinden sich zwei Einrichtungen der UN: Das United Nations Logistic Base (UNLB) und das United Nations Humanitarian Response Depot (UNHRD). Dies wird oft angeflogen, um die Hilfsgüter aufzunehmen. Hier war bis 2006 auch eine Iljuschin Il-76 des UNHAS stationiert  (Luftfahrzeugkennzeichen UN-153W). Brindisi gilt daher als die technische Basis der UNHAS.

## Flotte

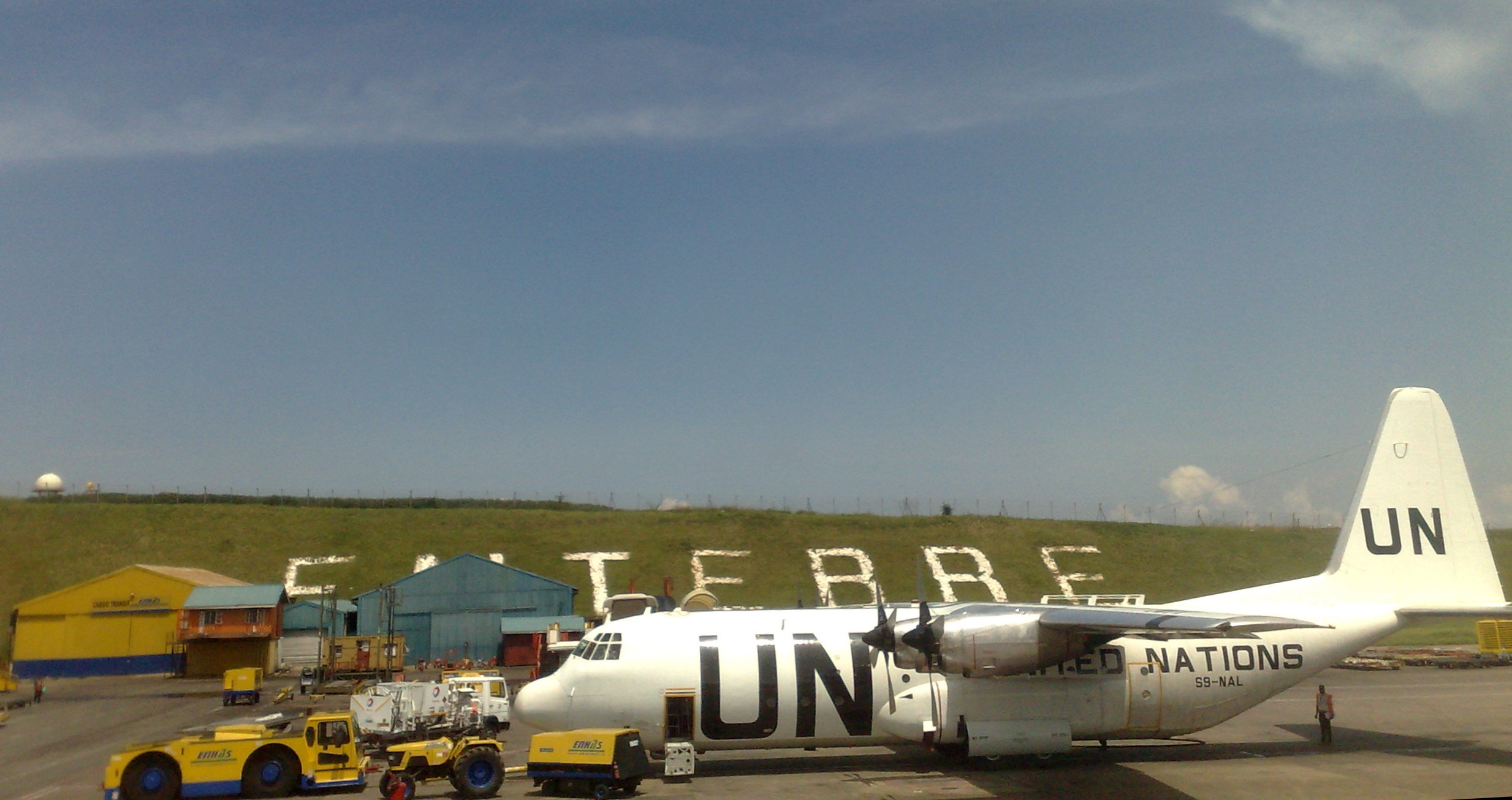
Beladung einer Lockheed C-130 in Entebbe, Uganda

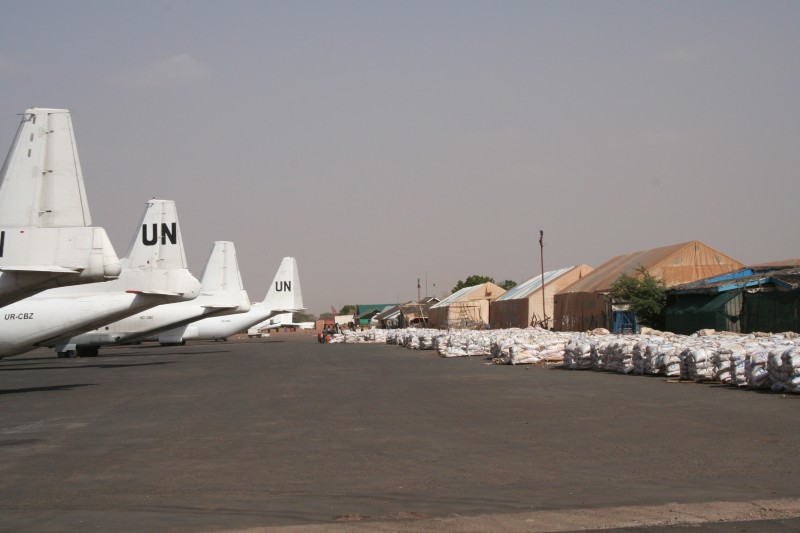
Flugzeuge der UN auf dem Flughafen Lokichoggio in Kenia

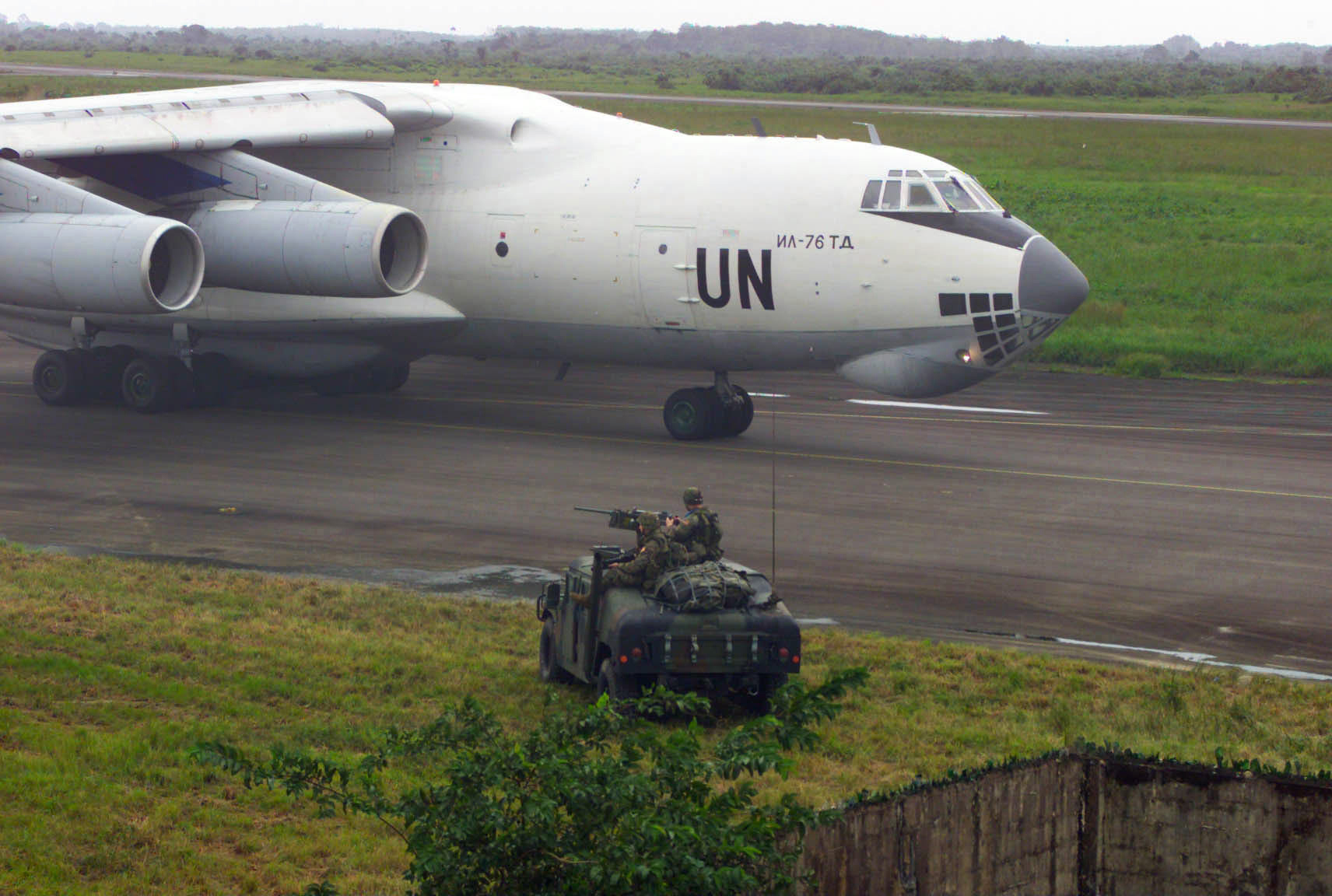
Iljuschin Il-76 auf dem Flughafen Monrovia, Liberia

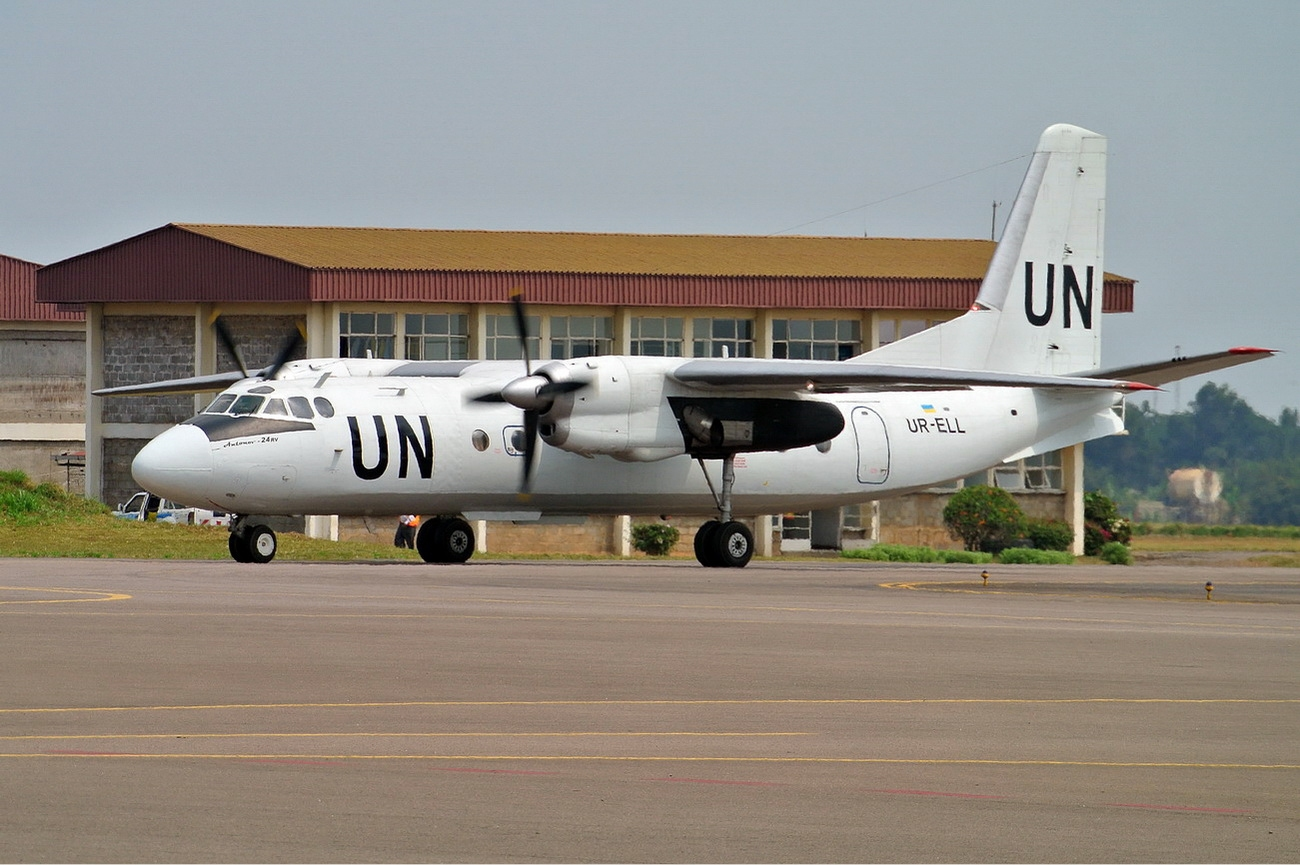
Von Air Urga geleaste Antonow An-24

Mit Stand April 2015 besteht die Flotte der United Nations Humanitarian Air Service aus 61 Flugzeugen:
| Flugzeugtyp                   | aktiv | bestellt | Anmerkungen |
| ----------------------------- | ----- | -------- | --- |
| Antonow An-24                 | 01    |          | |
| Antonow An-26                 | 07    |          | |
| Antonow An-30                 | 01    |          | |
| Antonow An-74                 | 02    |          | Von ehemals 3 sind nur noch 2 aktiv, Die Maschine mit der Registrierung RA-74044 ist in Gao (Mali) durch das Überfahren des Landebahnendes bei regnerischem Wetter zerstört worden. |
| ATR 72-500                    | 01    |          | betrieben durch Swiftair |
| Boeing 737-400                | 02    |          | betrieben durch UTair |
| Boeing 727-200                | 02    |          | betrieben durch Link Air Charter |
| Boeing 737-400                | 02    |          | betrieben durch Safair (1) und UTair |
| Boeing 737-500                | 01    |          | betrieben durch UTair |
| Boeing 767-300ER              | 01    |          | betrieben durch Ethiopian Airlines |
| Bombardier CRJ200             | 05    |          | betrieben durch Voyageur Airways |
| de Havilland Canada DHC-7-100 | 05    |          | betrieben durch Trans Capital Air (5) und Voyageur Airways (1) |
| De Havilland DHC-8-100        | 06    |          | betrieben durch Aircraft Leasing Services (4), Trident Aviation (1) und Voyageur Airways                                                                                            |
| De Havilland DHC-8-300        | 08    |          | betrieben durch DAC East Africa (1), Medavia (1), Trident Aviation (2) und Voyageur Airways (4)                                                                                     |
| CASA C-295                    | 01    |          | |
| Dornier 328-300               | 01    |          | betrieben durch FlyMex |
| Embraer EMB 120               | 01    |          | betrieben durch NAC Charter |
| Embraer ERJ 135               | 01    |          | betrieben durch Aircraft Leasing Services |
| Embraer ERJ 145               | 01    |          | betrieben durch Aircraft Leasing Services |
| Fokker F-27                   | 01    |          | |
| Fokker 50                     | 01    |          | betrieben durch Denim Air |
| Iljuschin Il-76T              | 02    |          | |
| Lockheed C-130B               | 01    |          | |
| Lockheed C-130H               | 01    |          | betrieben durch die bangladeschische Luftwaffe |
| McDonnell Douglas MD-83       | 01    |          | betrieben durch Swiftair |
| Saab 340                      | 04    |          | betrieben durch Air Urga |
| Gesamt                        | 61    | –        | |

Außerdem werden eine Vielzahl kleinerer Flugzeuge und Hubschrauber gemietet.

## Statistik
| Jahr | Passagiere | Luftfracht (t) | Stunden |
| ---- | ---------- | -------------- | ------- |
| 2001 | 91.500     | 110.000        | 53.868  |
| 2002 | 115.709    | 95.319         | 55.782  |
| 2003 | 149.854    | 100.581        | 68.843  |
| 2004 | 176.189    | 141.113        | 64.235  |
| 2005 | 368.215    | 153.902        | 89.850  |